# Sinocarum longii
Sinocarum longii är en flockblommig växtart som beskrevs av M.F.Watson. Sinocarum longii ingår i släktet Sinocarum och familjen flockblommiga växter. Inga underarter finns listade i Catalogue of Life.